# 중신회의
중신회의(일본어: 重臣会議, じゅうしんかいぎ 주신카이기[*])는 일본 쇼와 시대에 원로가 관장하던 업무를 계승하는 형태로 후임 내각총리대신의 선정이나 국가의 중요 사항에 관하여 천황의 자문에 답하는 형태로 열린 회의였다. 구성 요원은 내각총리대신 경험자 및 추밀원 의장이었다. 태평양 전쟁에서 일본이 패전할 때까지 여러 번 열렸다.

## 역사
메이지 시대 이후 내각총리대신의 선정은 원로들이 결정했으나, 다이쇼 시대 말기까지 원로가 줄어들어 사이온지 긴모치만 남게 되었다. 사이온지는 낡은 원로 제도를 폐지하기 위해 원로의 추가를 반대했지만, 5·15 사건을 계기로 군부가 대두하고, 사이온지 자신도 나이가 너무 많아 혼자서 후임 총리 선정을 할 수 없게 되자 1933년 사이온지를 돕기 위한 목적으로 중신제도가 설치되어, 내각총리대신 경험자와 추밀원 의장이 원로 사이온지와 함께 회의를 열어 후임 총리 선정에 대해 의논한 것이 시초였다.
그러나 2·26 사건 직후 오카다 내각이 총사임했을 때 중신회의가 열리지 않은 뒤 아베 노부유키 내각이 성립될 때까지 계속 열리지 않았다. 요나이 내각이 성립되자 내대신이 일부 중신들로부터 의견을 청취하였고, 요나이 내각 총사직 후 다시 중신회의가 열리게 되었다.
1940년 11월 사이온지가 죽은 후, 내대신이 중신회의를 소집하여 중신들에게 후임 내각총리대신의 선정 등을 자문하는 형식으로 변경되었다. 1945년 4월 스즈키 간타로 내각이 성립될 때까지 이 형식이 유지되었으나, 같은 해 8월 15일 스즈키 내각이 사임했을 때에는 중신회의가 열리지 않았으며, 결국 연합국군 최고사령관 총사령부(미군)의 진주에 따라 중신회의의 권한은 소멸되었다.

## 차기 수상 천거에 따른 중신회의 출석자
- 1934년 7월 사이토 마코토·기요우라 게이고·와카쓰키 레이지로·다카하시 고레키요·이치키 기토쿠로(추밀원 의장·이하 '추상')·마키노 노부아키(내대신)·사이온지 긴모치(원로) - 오카다 게이스케를 천거했다.
- 1940년 7월 - 와카쓰키·오카다·히로타 고키·하야시 센주로·히라누마 기이치로·고노에 후미마로·하라 요시미치(추상)・기도 고이치(내대신) - 고노에 후미마로를 천거했다.
- 1941년 7월 - 와카쓰키・오카다・히로타・아베 노부유키・요나이 미쓰마사・하라(추상)・기도(내대신) - 고노에 후미마로를 천거했다.
- 1941년 10월 - 기요우라・와카쓰키・오카다・히로타・하야시・아베・요나이・하라(추상)・기도(내대신) - 도조 히데키를 천거했다.
- 1944년 7월 - 와카쓰키・오카다・히로타・고노에・아베・요나이・하라(추상)・기도(내대신)・햐쿠타케 사부로(시종장) - 고이소 구니아키를 천거했다.
- 1945년 4월 - 와카쓰키・오카다・히로타・고노에・히라누마・도조・스즈키 간타로(추상)・기도(내대신) - 스즈키 간타로를 천거했다.

## 참고 문헌
- 모모세 다카시 씀, 이토 다카시 감수. 《사전 쇼와 전전기의 일본》, 요시카와 고분칸, 1990년[쪽 번호 필요]